# 桂文我 (3代目)
3代目 桂 文我（かつら ぶんが、1933年（昭和8年）7月5日 - 1992年（平成4年）8月16日）は、戦後の上方落語の落語家。本名∶石木 正一。出囃子は「せり」。

## 来歴
大阪市十三の鍼灸師の家に生まれ、子供のときから芸事が好きであった。
戦後、会社勤めの傍ら大阪市立泉尾第二工業高等学校の定時制課程に在学中、通学路に戎橋松竹があり通うようになり、会社を辞めて高校も中退する。1952年（昭和27年）、2代目桂春団治に入門し、桂正春を名乗る。しかし、喫煙が発覚して（2代目春団治は「声を悪くする」という理由で喫煙を禁じていた）破門となる。再び会社勤めをするが、高座が忘れられず、2代目春団治没後に宝塚落語会で復帰する。
復帰の経緯については複数の説があり、3代目桂米朝の証言では、すでに2代目春団治は死亡していたので、新しい名前を付けることになり、いったんは3代目旭堂南陵の命名で桂若太郎と決まりかけていた。だが「便所の壁に書いたあったんや」（本当は宝塚の芸者の名）と言うので本人が嫌がり、結局この名前で高座にあがることなく「わいは嫌われている蛾の名をつけたろ」と、1955年（昭和30年）に桂蛾太呂（「ガタロ」とは大阪弁で河童のこと）と名乗って復帰したとしている。一方、河本寿栄（2代目春団治未亡人）の回想によれば、復帰に当たっては新しい名前が必要とのことで、2代目春団治の兄弟子であった東京の2代目三遊亭百生に寿栄が話を通し、百生から彼の前座名「我蝶」の一字を2代目春團治に配慮して変えた桂蛾蝶の名を貰ったという。
1958年（昭和33年）、桂我太呂に改名。この時期が酒浸りの日々であったと、友人の4代目桂文紅ら関係者が証言している。
その一方では落語の腕を磨き、1968年（昭和43年）11月に3代目桂文我を襲名する。襲名披露興行は千日劇場にて行い、師の実子である3代目春団治をはじめ、3代目米朝、6代目笑福亭松鶴、東京から8代目林家正蔵（のち林家彦六）、4代目柳亭痴楽が並んだ。
1970年代前半に4代目桂文紅と二人会を開き、「文文コンビ」と称された。
晩年は夫人の事故死に遭い、文我自身も1992年（平成4年）7月26日深夜、自宅近くの盆踊りの帰りに自転車で転倒し頭部を強打。脳内出血による意識不明の重体に陥り入院したが、治療の甲斐なく同年8月16日に肺炎による心不全で死去。59歳没。「わいは60になったら良うなるんや」と生前口癖のように言っていたが、その60歳を前にしての死であった。
弟子には師匠の前名を継いだ2代目桂我太呂がいるが、廃業している。

## 芸風・人物
やまだりよこは「飄逸の芸」と評している。
手がけた演目には『死ぬなら今』『青菜』『京の茶漬』『くやみ』『短命』『始末の極意』『がまの油』などが挙げられ、『古今東西落語家事典』は「『始末の極意』『くやみ』『青菜』など大阪の庶民生活がにじみでるような噺に独特の味わいを見せる」という寸評を記している。
橘ノ圓都や東京の8代目林家正蔵から演目を教わり、自らも下の世代の指導に熱心だった。
博識な読書家としても知られ、宮武外骨を愛したという。